# Fadrique de Toledo Osorio y Ponce de León
Fadrique de Toledo Osorio y Ponce de León (Madrid, 27 de febrer de 1635 - ibídem, 9 de juny de 1705), II marquès de Villanueva de Valdueza, VII marquès de Villafranca del Bierzo, IV duc de Fernandina, IV príncep de Montalbán, III comte de Peña Ramiro i Gran d'Espanya, va ser un militar i polític castellà.

## Biografia
Va néixer a Madrid el 27 de febrer de 1635. Va ser fill pòstum de Fadrique Álvarez de Toledo Osorio, I marquès de Villanueva de Valdueza, i d'Elvira Ponce de León.
Després de la mort del seu oncle García Álvarez de Toledo Osorio, va heretar els seus títols i va esdevenir VII marquès de Villafranca del Bierzo, VI comte de Peña-Ramiro, IV duc de Fernandina i IV príncep de Montalbán.
Es va dedicar des de jove a la carrera militar i va aconseguir el seu primer càrrec important el 1663, com a capità general de les galeres de Sicília. Va socórrer Candía de l'atac dels turcs el 1667 i va ser nomenat Capità General de les Galeres de Nàpols el 1670.
Va ser un hàbil virrei de Nàpols interí, durant l'absència de Pere Antoni d'Aragó el 1671. Al seu retorn a Espanya va ser proposat per ocupar el virregnat de Nova Espanya, càrrec que va rebutjar. Dos anys després va ser nomenat virrei de Sicília (1673-1676). El 1676 fou nomenat Tinent General del Mar i poc després va aconseguir l'anhelat lloc de Capità General del Mar Oceà.
Sempre va estar molt prop de la família reial, acompanyant la infanta Margarita a les seves noces amb Leopold I del Sacre Imperi Romanogermànic. Durant la Guerra de Successió Espanyola va ser un acèrrim partidari de Felip d'Anjou, i quan aquest va accedir al tron d'Espanya com a rei Felipe V el va fer majordom major (1701), ministre de la Junta de Govern (1702), cavaller de l'orde francesa de Sancti Spiritus (1702) i cavaller de l'Orde de Santiago.

## Família
El marquès es va casar a Cabra (Còrdova), el 7 de juny de 1654 amb Manuela de Córdoba y Cardona, filla dels VII ducs de Sessa, Antonio Fernández de Córdoba i de Teresa Pimentel. Els seus fills van ser:
- José Fadrique Álvarez de Toledo Osorio, VIII marquès de Villafranca del Bierzo i Gran d'Espanya
- Antonio Álvarez de Toledo Osorio, casat amb la seva cosina Ana María Pimentel i Fernández de Córdoba, IX marquesa de Távara.
- Elvira Álvarez de Toledo Osorio, esposa de Gaspar de Silva, VIII comte de Galve.
- Luis Álvarez de Toledo Osorio, primer cavallerís del rei Carles II d'Espanya.
- Francisco Álvarez de Toledo Osorio, marit de María Teresa Sarmiento de Eraso Vargas y Carbajal, IV comtessa de Humanes.
- Teresa Álvarez de Toledo Osorio, casada amb Manuel José de Silva Mendoza i Álvarez de Toledo, IX Comte de Galve.